# Phryxe tenebrata
Phryxe tenebrata är en tvåvingeart som beskrevs av Herting 1977. Phryxe tenebrata ingår i släktet Phryxe och familjen parasitflugor.
Artens utbredningsområde är Frankrike. Arten är reproducerande i Sverige. Inga underarter finns listade i Catalogue of Life.